# 法國國鐵BB 27000型電力機車
BB 27000型电力机车是法国阿尔斯通公司为法国国家铁路公司设计制造的一种双电流制干线货运电力机车，也是阿尔斯通“Prima”系列铁路机车车型之一，适用于供电制式为1500伏直流电和25千伏工频单相交流电的电气化铁路，在2001年至2006年间共制造了180台。
1990年代中期，为了适应欧洲铁路运输的快速发展，及适应欧盟成员国铁路改革对通用机车的需求，法国阿尔斯通公司为此开发了能满足客货跨境运输要求、采用模块化设计的“Prima”机车技术平台，其中包括了适用于1500伏直流电和25千伏50赫兹交流电气化铁路的“Prima 2U”双电流制电力机车，以及适用于1500伏直流电、25千伏50赫兹交流电和15千伏16⅔赫兹交流电气化铁路的“Prima 3U15”三电流制电力机车，两者功率均为4200千瓦，机车轴式为Bo-Bo，最高运行速度为140公里/小时。
1999年，法国国家铁路公司为更新铁路货运机车展开了全欧招标，最终阿尔斯通公司一举中标，获得了210台货运电力机车的采购合同，其中包括90台“Prima 2U”双电流制电力机车（BB 27000型电力机车）、30台“Prima 3U15”三电流制电力机车（BB 37000型电力机车），另外还包括90台“Prima 2U”机车的采购意向，法国国铁于2001年6月兑现了这笔意向合同。